# Bad Hat Harry Productions
Bad Hat Harry Productions es una productora audiovisual estadounidense de cine y televisión fundada en 1994 por el director Bryan Singer. Ha producido películas como The Usual Suspects y la serie de películas de los X-Men, así como la serie de televisión House. El nombre es un homenaje a Steven Spielberg y proviene de una línea pronunciada por Roy Scheider en la película de 1975 Tiburón. Martin Brody le dice a un anciano nadador que se burla de él por no ir al agua, "Ese es un mal sombrero, Harry" (That's some bad hat, Harry). El logo original de 2004 rindió homenaje a esta escena. El logotipo actual, introducido en 2011, está tomado de la escena de la alineación policial de The Usual Suspects.

## Filmografía
| Año  | Película                      | Director          | Coproducido por                                                                                      | Presupuesto       | Recaudación (en todo el mundo) |
| ---- | ----------------------------- | ----------------- | --- | ----------------- | ------------------------------ |
| 1995 | The Usual Suspects            | Bryan Singer      | Gramercy Pictures PolyGram Filmed Entertainment Spelling Films International Blue Parrot Productions | $6 millones       | $23 millones                   |
| 1998 | Apt Pupil                     | Bryan Singer      | TriStar Pictures Phoenix Pictures                                                                    | $14 millones      | $8.9 millones                  |
| 2000 | X-Men                         | Bryan Singer      | 20th Century Fox Marvel Entertainment The Donners' Company                                           | $75 millones      | $296 millones                  |
| 2003 | X-Men 2                       | Bryan Singer      | 20th Century Fox Marvel Entertainment The Donners' Company                                           | $110 millones     | $407 millones                  |
| 2006 | Superman Returns              | Bryan Singer      | Warner Bros. Legendary Pictures DC Entertainment Peters Entertainment                                | $204 millones     | $391 millones                  |
| 2008 | Valkyrie                      | Bryan Singer      | Metro-Goldwyn-Mayer United Artists Cruise/Wagner Productions Babelsberg Studio                       | $75 millones      | $200 millones                  |
| 2009 | Trick 'r Treat                | Michael Dougherty | Warner Bros. Legendary Pictures                                                                      | $12 millones      | $13.5 millones                 |
| 2011 | X-Men: primera generación     | Matthew Vaughn    | 20th Century Fox Dune Entertainment Marvel Entertainment The Donners’ Company Ingenious Media        | $140–160 millones | $353 millones                  |
| 2013 | Jack the Giant Slayer         | Bryan Singer      | Warner Bros. New Line Cinema Legendary Pictures Original Film Big Kid Pictures                       | $185–200 millones | $197 millones                  |
| 2014 | X-Men: días del futuro pasado | Bryan Singer      | 20th Century Fox TSG Entertainment Marvel Entertainment The Donners’ Company                         | $200 millones     | $739 millones                  |
| 2016 | X-Men: Apocalipsis            | Bryan Singer      | 20th Century Fox TSG Entertainment Marvel Entertainment The Donners’ Company Kinberg Genre           | $178 millones     | $543 millones                  |

Televisión
| Año/s activa  | Título                 | Creador/es                       | Red     | Coproducida por |
| ------------- | ---------------------- | -------------------------------- | ------- | --- |
| 2004–2012     | House                  | David Shore                      | Fox     | Universal Television, Heel and Toe Films y Shore Z Productions                                                         |
| 2012–2013     | H+: The Digital Series | John Cabrera y Cosimo De Tommaso | YouTube | Warner Premiere Digital y Dolphin Entertainment                                                                        |
| 2012          | Mockingbird Lane       | Allan Burns y Chris Hayward      | NBC     | Universal Television y Living Dead Guy Productions                                                                     |
| 2014          | Black Box              | Amy Holden Jones                 | ABC     | Bold Films y Little Chicken Productions                                                                                |
| 2017          | Legión                 | Noah Hawley                      | FX      | FX Productions, Marvel Television, The Donners' Company, Kinberg Genre y 26 Keys Productions                           |
| 2017–presente | The Gifted             | Matt Nix                         | Fox     | 20th Century Fox Television, Marvel Television, The Donners' Company, Kinberg Genre y Flying Glass of Milk Productions |

## Recepción de la crítica
| Año  | Película                      | RT  | MC |
| ---- | ----------------------------- | --- | -- |
| 1995 | The Usual Suspects            | 88% | 77 |
| 1998 | Apt Pupil                     | 53% | 51 |
| 2000 | X-Men                         | 82% | 64 |
| 2003 | X-Men 2                       | 86% | 68 |
| 2006 | Superman Returns              | 75% | 72 |
| 2008 | Valkyrie                      | 61% | 56 |
| 2009 | Trick ‘r Treat                | 85% |    |
| 2011 | X-Men: primera generación     | 86% | 65 |
| 2013 | Jack the Giant Slayer         | 52% | 51 |
| 2014 | X-Men: días del futuro pasado | 91% | 74 |
| 2016 | X-Men: Apocalipsis            | 48% | 52 |